# John Brown's Body
«John Brown's Body» (en español, «El cuerpo de John Brown»), originalmente conocida como «John Brown's Song» (en español, «Canción de John Brown»), es una canción de marcha de Estados Unidos sobre el abolicionista John Brown. La canción fue popular en la Unión durante la guerra de Secesión estadounidense.
Surgió de la tradición de los himnos folclóricos del movimiento de reuniones de campamentos estadounidenses de finales del siglo XVIII y principios del XIX. Según un relato de 1889, la letra original de «John Brown» fue un esfuerzo colectivo de un grupo de soldados de la Unión que se referían tanto al abolicionista John Brown como, con humor, a un sargento John Brown de su propio batallón. Otros autores han publicado versos adicionales o se han atribuido el origen de la letra y la melodía de «John Brown».
El «tono de grosería, posiblemente de irreverencia»: 374  llevó a muchos de la época a sentirse incómodos con las primeras letras de «John Brown». Esto, a su vez, llevó a la creación de muchas versiones variantes del texto que aspiraban a una mayor calidad literaria. La más famosa de ellas es «The Battle Hymn of the Republic» de Julia Ward Howe, que fue escrita cuando un amigo le sugirió: «¿Por qué no escribes una buena letra para esa conmovedora melodía?». Kimball sugiere que el presidente Lincoln hizo esta sugerencia a Howe, aunque otras fuentes[¿cuál?] no están de acuerdo en este punto.: 376 
Desde mediados del siglo XIX hasta la actualidad se han creado numerosas versiones y adaptaciones informales de la letra y la música, lo que convierte a «John Brown's Body» en un ejemplo de tradición viva de la música folk.

## Historia de la melodía

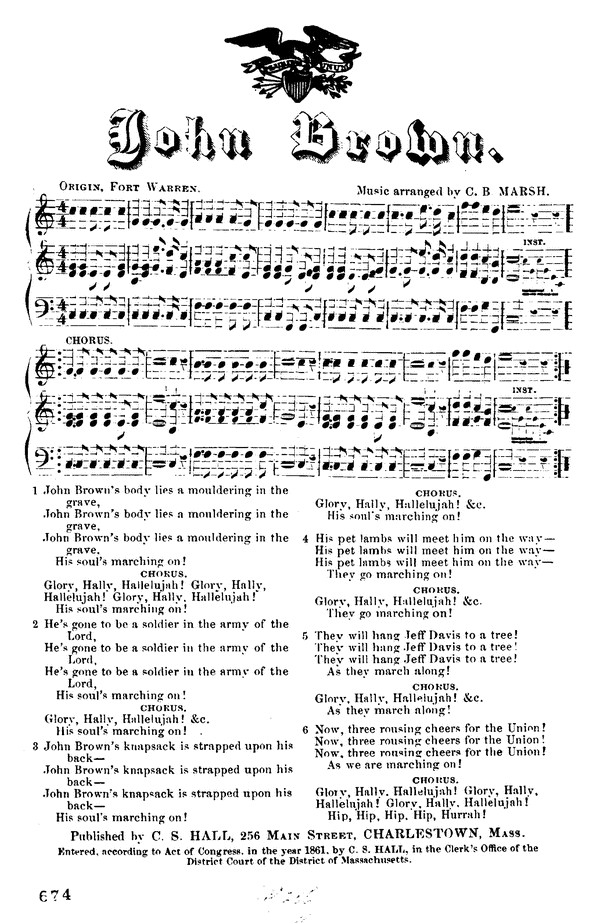
Según George Kimball, la segunda publicación de «John Brown's Song» y la primera que incluye música y texto, con música arreglada por C. S. Marsh, data de 1861.

«Say, Brothers, Will You Meet Us», la melodía que con el tiempo se asoció con «John Brown's Body» y «The Battle Hymn of the Republic», se formó en el circuito americano de reuniones de campamento de finales del siglo XVIII y el siglo XIX. : 21 Estas reuniones solían celebrarse en zonas fronterizas, cuando las personas que carecían de acceso regular a los servicios religiosos se reunían para rendir culto ante predicadores itinerantes. Estas reuniones eran importantes acontecimientos sociales, pero desarrollaron una reputación de ser reuniones desenfrenadas, además del salvaje fervor religioso que experimentaban los asistentes. En ese ambiente, en el que se enseñaban himnos, se aprendían de memoria y se valoraba el elemento espontáneo y improvisador, tanto las melodías como las letras cambiaban y se adaptaban al estilo de la música folk:

Los especialistas en la historia religiosa estadounidense del siglo XIX describen la música de las reuniones de campamento como el producto creativo de los participantes que, cuando se dejaban llevar por el espíritu de un sermón u oración en particular, tomaban las líneas del texto del predicador como punto de partida para una melodía corta y sencilla. La melodía se tomaba prestada de una melodía preexistente o se inventaba sobre la marcha.  El verso se cantaba repetidamente, cambiando ligeramente cada vez, y se iba transformando en una estrofa que los demás podían aprender fácilmente y memorizar con rapidez.

Las primeras versiones de «Say, Brothers» incluían variantes, desarrolladas como parte de esta tradición de canto de himnos de llamada y respuesta, como:

Oh! Brothers will you meet me

Oh! Sisters will you meet me

Oh! Mourners will you meet me

Oh! Sinners will you meet me

Oh! Christians will you meet me

[¡Oh! Hermanos me conoceréis

¡Oh! Hermanas, os reuniréis conmigo

¡Oh! Los dolientes me encontrarán

¡Oh! Pecadores, os encontraréis conmigo

¡Oh! Cristianos os encontraréis conmigo]

Esta línea inicial se repetía tres veces y terminaba con la coletilla «On Canaan's happy shore».: 22 
Los primeros estribillos incluían frases como

We'll shout and give him glory (3×)

For glory is his own: 23 

[Gritaremos y le daremos gloria (3×)

Porque la gloria es suya]

El conocido estribillo «Glory, glory, hallelujah» —una característica notable de la «John Brown's Song», «The Battle Hymn of the Republic», y muchos otros textos que utilizaron esta melodía— se desarrolló a partir de la tradición oral de las reuniones de campamento en algún momento entre 1808 y la década de 1850.
Himnos populares como «Say, Brothers» circularon y evolucionaron principalmente a través de la tradición oral y no de la letra impresa.: 19  La canción de las reuniones de campamento impresa se remonta a 1806-1808, cuando se publicó en colecciones de canciones de reuniones de campamento en Carolina del Sur, Virginia y Massachusetts.: 17, 21, 26 
La melodía y las variantes del texto del himno «Say, Brothers» fueron populares en las reuniones de campamentos del sur, tanto con fieles afroamericanos como blancos, a lo largo de principios del siglo XIX, difundidas predominantemente a través de los circuitos de reuniones de campamentos metodistas y bautistas.: 24, 27   A medida que el circuito de reuniones de campamento del sur se fue apagando a mediados del siglo XIX, la melodía «Say, brothers» se incorporó a los libros de himnos y melodías, y fue por esta vía por la que la melodía se hizo muy conocida a mediados del siglo XIX en todo el norte de los Estados Unidos. Hacia 1861, «grupos tan dispares como los bautistas, los mormones, los milleritas, la Unión Americana de Escuelas Dominicales y los Hijos de la Templanza reclamaban "Say Brothers" como suya».: 27 
Por ejemplo, en 1858 se publicaron la letra y la melodía en The Union Harp and Revival Chorister, seleccionadas y arregladas por Charles Dunbar, y publicadas en Cincinnati. El libro contiene la letra y la música de la canción «My Brother Will You Meet Me», con la música pero no la letra del coro «Glory Hallelujah»; y la línea de apertura «Say my brother will you meet me». En diciembre de 1858, una escuela dominical de Brooklyn publicó un himno titulado «Brothers, Will You Meet Us» con la letra y la música del coro «Glory Hallelujah», y la línea de apertura «Say, brothers will you meet us».: 132 

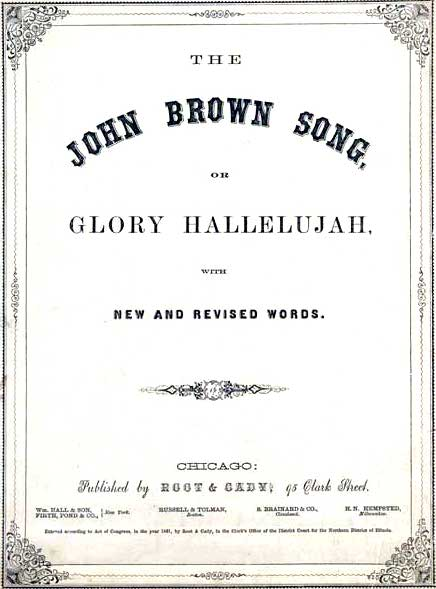
Portada de una partitura de 1861 de «John Brown's Song»

Algunos investigadores sostienen que las raíces de la melodía se remontan a una «canción popular negra», una canción de boda afroamericana de Georgia, o a una canción marinera británica que se originó como una canción sueca para beber. Algunas anécdotas indican que se cantaban versiones de «Say, Brothers» como parte de los ring shouts de los afroamericanos;: 24  la aparición del himno en este escenario de llamada y respuesta con cantos, palmas, pisotones, bailes y extensos coros extáticos puede haber impulsado el desarrollo del conocido estribillo «Glory Hallelujah». Dado que la melodía se desarrolló en una tradición oral, es imposible decir con certeza cuál de estas influencias puede haber desempeñado un papel específico en la creación de esta melodía, pero es seguro que numerosas influencias folclóricas de diferentes culturas como estas fueron prominentes en la cultura musical de la reunión del campamento, y que tales influencias se combinaron libremente en la creación musical que tuvo lugar en el movimiento de avivamiento.

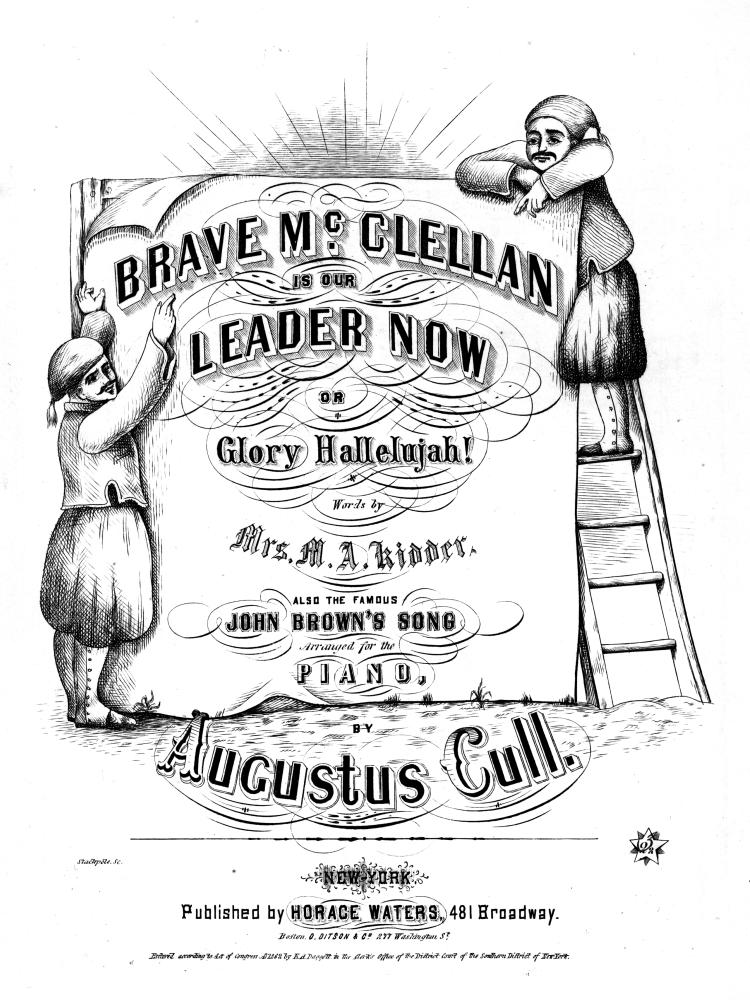
Partitura para «Brave McClellan is Our Leader Now» (El valiente McClellan es nuestro líder ahora), con letra de Mrs. M.A. Kidder, con la melodía «Glory Hallelujah» y también incluye «la famosa canción de John Brown», 1862.

Se ha sugerido que «Say Brothers, Will You Meet Us», popular entre los negros del Sur, ya tenía un subtexto antiesclavista, con su referencia a «Canaan's happy shore» aludiendo a la idea de cruzar el río hacia un lugar más feliz.: 45 .: 25   De ser así, ese subtexto se potenció y amplió considerablemente a medida que las distintas letras de «John Brown» iban tomando temas relacionados con el famoso abolicionista y la guerra de Secesión estadounidense.

## Uso de la canción durante la guerra de Secesión

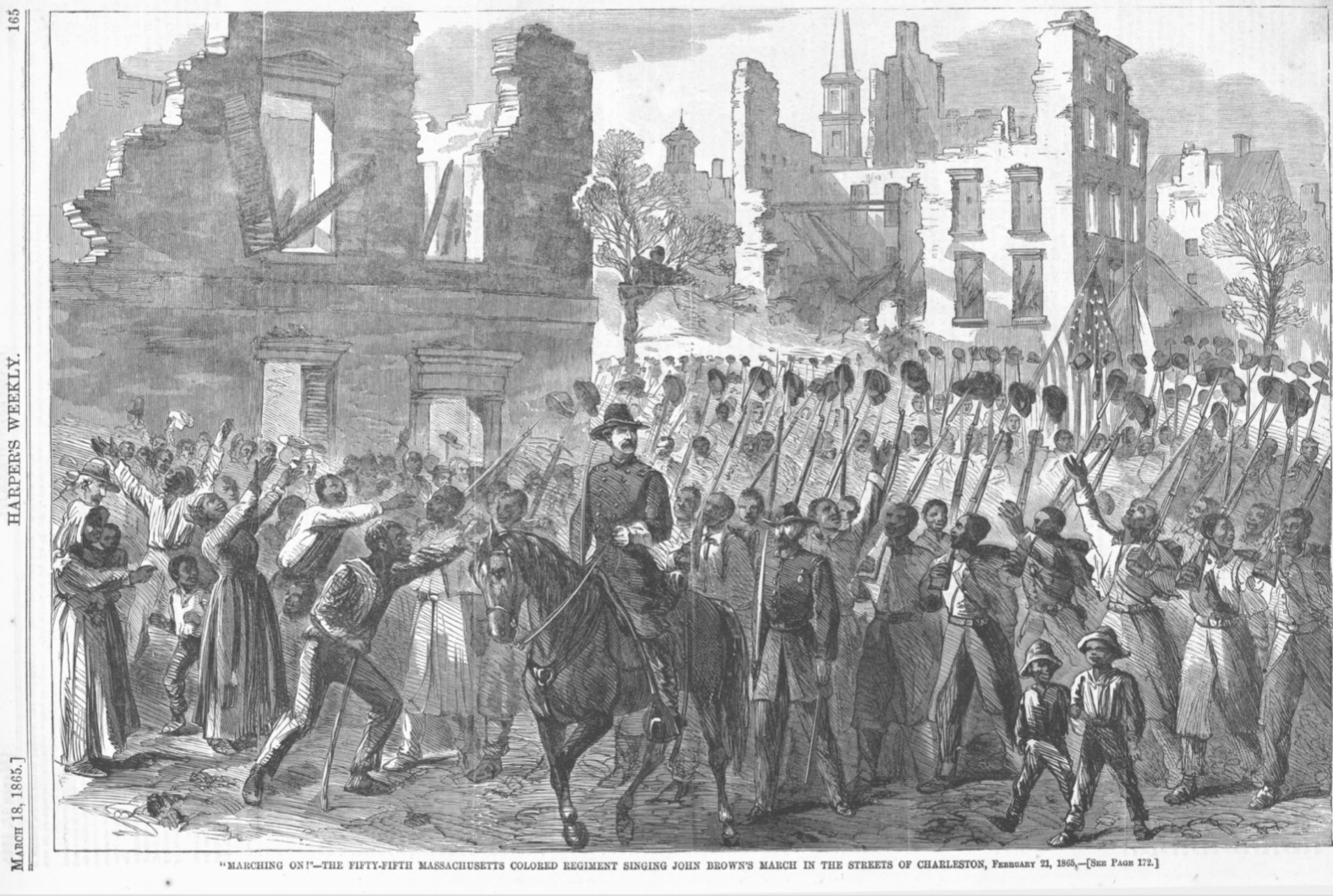
Soldados negros, dirigidos por oficiales blancos, cantan «John Brown's Body» mientras marchan hacia Charleston, Carolina del Sur, en febrero de 1865.

En 1861, el nuevo 29.º Regimiento de Infantería de Nueva York estaba destinado en Charles Town, Virginia (desde 1863, Virginia Occidental), donde fue ejecutado John Brown. El periódico abolicionista contemporáneo The Liberator escribió que cientos de soldados de la unidad visitaban diariamente el lugar del ahorcamiento de John Brown y cantaban un estribillo que decía:

May heaven's smiles look kindly down

Upon the grave of old John Brown.

[Que las sonrisas del cielo miren amablemente

Sobre la tumba del viejo John Brown]

Frederick Douglass, amigo y admirador de John Brown, escribió en un artículo periodístico de 1874:

Él [John Brown] estuvo con las tropas durante aquella guerra, se le veía en todas las hogueras de los campamentos, y nuestros muchachos siguieron adelante hacia la victoria y la libertad, acompasando sus pies al paso majestuoso del viejo John Brown mientras su alma seguía marchando.

En la prisión de Andersonville, que albergaba a prisioneros de guerra de la Unión, un soldado confederado de visita la describe así:

Rechacé una invitación no muy cordial, según creía, para entrar en la empalizada, pero subí al camino de ronda y miré por encima. No puedo describir el horror de aquella escena. Era casi el atardecer de un caluroso día de otoño. La miseria representada en los rostros de aquella multitud escuálida y desprotegida era indescriptible. Podía oír el susurro del viento en los pinos de más allá, pero no tenían aliento ni sombra. El hedor era nauseabundo incluso donde yo estaba. Como yo mismo había sido prisionero, sin duda me compadecí aún más de ellos. Adivinaba lo que debían soportar, aunque solo imaginaba vagamente los horrores de su destino. Cuando me di la vuelta, las notas de una canción surgieron de la escuálida masa. Me detuve y escuché... Escuché hasta el final de la más notable oda al sacrificio que jamás haya inspirado a un ejército o a un pueblo a sufrir y triunfar por el bien de otro. Cuando me alejé en la penumbra que sigue rápidamente a nuestra puesta de sol, las palabras se fueron conmigo y nunca han abandonado mi memoria.

In the beauty of the lilies Christ was born across the sea
With a glory in His bosom that transfigures you and me;
As He died to make men holy, let us die to make men free.

[En la belleza de los lirios nació Cristo al otro lado del mar
Con una gloria en su seno que nos transfigura a ti y a mí;
Así como Él murió para hacer santos a los hombres, muramos nosotros para hacer libres a los hombres.]

Hay un himno que engulle en grandeza moral todas las canciones de contenido patriótico desde los tiempos de Miriam hasta ahora. Marca el clímax de la devoción humana. «Tal vez por un hombre bueno algunos se atreverían incluso a morir», es el límite extremo de la idea del apóstol de la abnegación meramente humana. Pero de aquella prisión sofocante y fétida salió a la noche silenciosa el excelente coro de cientos de personas que se encontraban en presencia de una muerte lenta y terrible. Como Él murió para hacer santos a los hombres, muramos nosotros para hacer libres a los hombres".

## Uso en otros lugares
El 1 de mayo de 1865, en Charleston, Carolina del Sur, afroamericanos recién liberados y algunos misioneros blancos celebraron un desfile de 10 000 personas, encabezado por 3000 niños negros que cantaban «John Brown's Body». La marcha rindió homenaje a 257 soldados de la Unión muertos cuyos restos los organizadores habían vuelto a enterrar después de desenterrarlos de una fosa común de un campo de prisioneros confederado. Se considera la primera celebración del Día de los Caídos.
El cónsul estadounidense en Vladivostok, Rusia, Richard T. Greener, informó en 1906 de que los soldados rusos cantaban la canción. El contexto era la Revolución rusa de 1905.

## Historia del texto de «John Brown's Body»

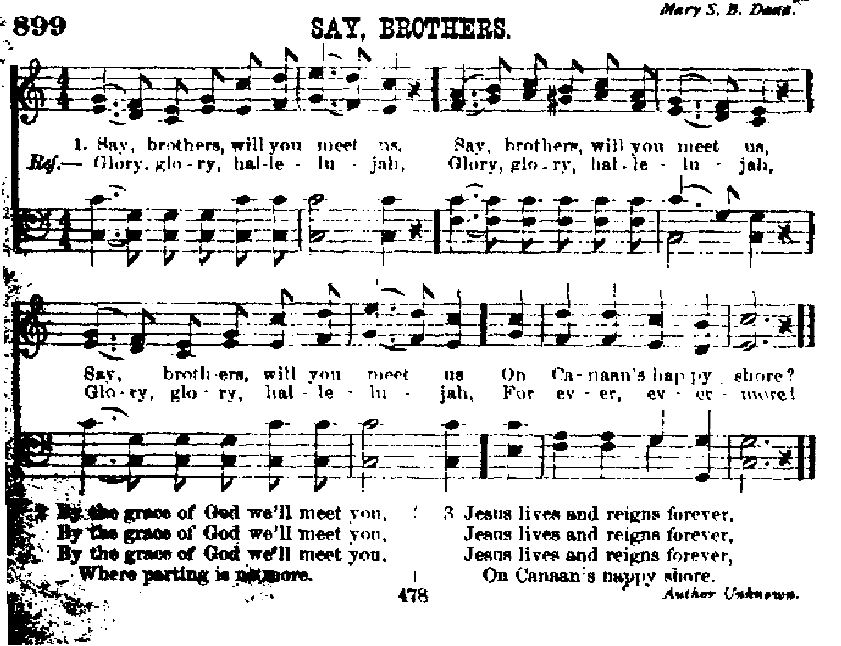
«Say, Brothers» del Hymn and Tune Book of the Methodist Episcopal Church, South, Round Note Edition, Nashville, Tennessee (1889, reimpreso en 1903). El nombre Mary S. B. Dana se refiere a la autora del Himno n.º 898, no mostrado, que era el himno anterior de esta colección.

### Primera representación pública
En una ceremonia de izado de bandera en Fort Warren, cerca de Boston, el domingo 12 de mayo de 1861, la canción de «John Brown» se tocó públicamente «quizás por primera vez». La guerra de Secesión estadounidense había comenzado el mes anterior.
Los periódicos informaron de que las tropas cantaban la canción mientras marchaban por las calles de Boston el 18 de julio de 1861, y hubo una «avalancha» de impresiones de la canción con prácticamente la misma letra que la octavilla sin fecha «John Brown Song!», declarada por Kimball como la primera edición publicada, y la octavilla con música de C. S. Marsh registrada el 16 de julio de 1861, también publicada por C. S. Hall (véanse las imágenes que aparecen en esta página). Otros editores también publicaron versiones de «John Brown Song» y reclamaron los derechos de autor.: 133 

### Batallón «Tigre» escribe la letra; relato de Kimball
En 1890, George Kimball escribió su relato de cómo el 2.º Batallón de Infantería de la milicia de Massachusetts, conocido como el Batallón «Tigre», elaboró colectivamente la letra de «John Brown's Body». Kimball escribió:

Teníamos un escocés jovial en el batallón, llamado John Brown [...] y como resulta que llevaba el mismo nombre que el viejo héroe de Harper's Ferry, se convirtió enseguida en el blanco de sus camaradas. Si aparecía unos minutos tarde entre el pelotón de trabajo, o se retrasaba un poco en colocarse en la línea de la compañía, seguro que era recibido con expresiones como «Vamos, viejo amigo, deberías estar en ello si vas a ayudarnos a liberar a los esclavos»; o «Este no puede ser John Brown, John Brown está muerto». Y entonces algún chismoso añadía, en tono solemne, como si su propósito fuera dar particular énfasis al hecho de que John Brown estaba realmente muerto: «Sí, sí, el pobre viejo John Brown está muerto; su cuerpo yace en la tumba»: 372 

Según Kimball, estos dichos se convirtieron en refranes entre los soldados y, en un esfuerzo comunal —similar en muchos aspectos a la composición espontánea de canciones de reuniones de campamento descrita anteriormente—, se pusieron gradualmente al son de «Say, Brothers»:

Por último, se empezaron a cantar cancioncillas compuestas de las rimas más disparatadas y disparatadas, en las que se afirmaba que John Brown había muerto y que su cuerpo estaba en proceso de disolución, con la música del himno mencionado anteriormente.  Estas cancioncillas sufrieron diversas ramificaciones, hasta que finalmente se llegó a los versos,

John Brown's body lies a-mouldering in the grave,
His soul's marching on.
[El cuerpo de John Brown yace consumiéndose en la tumba,
Su alma sigue marchando.]

Y

He's gone to be a soldier in the army of the Lord,
His soul's marching on.
[Ha ido a ser un soldado en el ejército del Señor,
Su alma está marchando.]

Estas líneas parecían dar satisfacción general, la idea de que el alma de Brown estaba «marchando», recibiendo el reconocimiento inmediato de tener un germen de inspiración en ella. Se cantaron una y otra vez con gran entusiasmo, añadiéndose siempre el estribillo «Glory hallelujah».

Algunos líderes del batallón, sintiendo que las palabras eran groseras e irreverentes, trataron de instar a la adopción de letras más adecuadas, pero fue en vano. Pronto los miembros del batallón, junto con el editor C. S. Hall, prepararon la letra para su publicación. Seleccionaron y pulieron los versos que consideraron apropiados, e incluso es posible que recurrieran a los servicios de un poeta local para que les ayudara a pulir y crear versos.: 373–374 
Las historias oficiales de la antigua Primera Artillería y de la 55.ª Artillería (1918) también recogen el papel del Batallón Tigre en la creación de la canción de John Brown, confirmando la idea general de la versión de Kimball con algunos detalles adicionales.

### Otras reivindicaciones de autoría

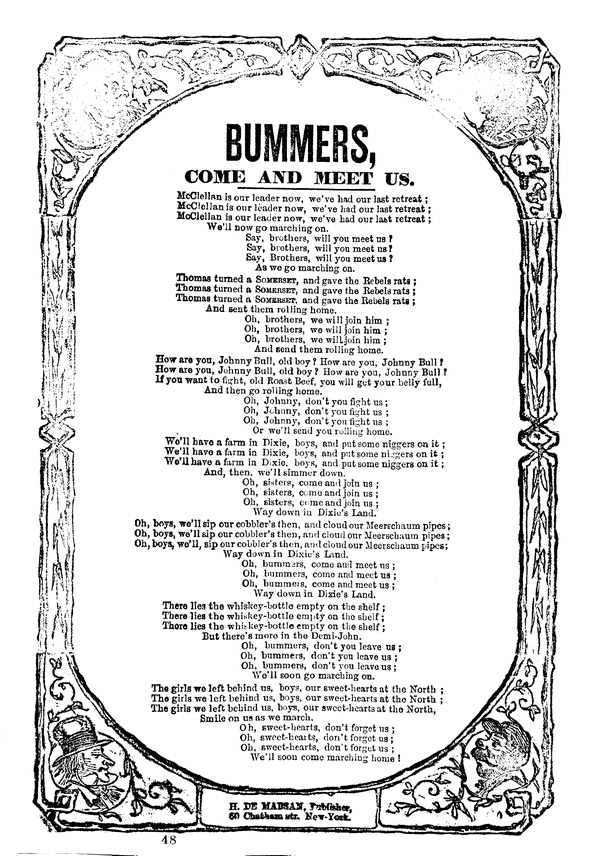
«Bummers, Come and Meet Us» (Vagabundos, venid a conocernos), publicado en Nueva York, H. De Marsan, sin fecha. Esta versión del texto comparte muchos elementos con «Say, Brothers» y «Brave McClellan is Our Leader», pero pocos, o incluso ninguno, con la «John Brown Song».

#### William Steffe
En los himnarios y colecciones de canciones populares, la melodía de "Say, Brothers" suele atribuirse aWilliam Steffe. Robert W. Allen resume la historia de Steffe sobre la composición de la melodía:
Finalmente, Steffe contó toda la historia de la composición de la canción. Le pidieron que la escribiera en 1855 o 56 para la Good Will Engine Company de Filadelfia. La utilizaron como canción de bienvenida para la compañía visitante Liberty Fire Company de Baltimore. La estrofa original de la canción era «Say, Bummers, Will You Meet Us?». Otra persona convirtió la estrofa «Say, Bummers» en el himno «Say, Brothers, Will You Meet Us». Pensó que podría identificar a esa persona, pero nunca pudo hacerlo.
Aunque Steffe puede haber desempeñado un papel en la creación de la versión "Say, Bummers" de la canción, que parece ser una variante y estar en deuda tanto con "Say, Brothers" como con "John Brown", Steffe no pudo haber escrito la melodía de "Glory Hallelujah" ni el texto de "Say, Brothers", ya que ambos circulaban desde décadas antes de su nacimiento.

#### Thomas Brigham Bishop
El compositor de Maine, músico, líder de banda y soldado de la Unión Thomas Brigham Bishop (1835-1905) también ha sido acreditado como el creador de la canción, en particular por el promotor James MacIntyre en un libro de 1916 y una entrevista de 1935. (Bishop también afirmó haber escrito "Kitty Wells", «Shoo, Fly Don't Bother Me» y «When Johnny Comes Marching Home», y haber participado en la composición de «Swanee River»)

#### Otros reclamantes
A finales del siglo XIX, durante el apogeo de la popularidad de la canción, otros autores reivindicaron su participación en el origen de la misma. Algunas fuentes citan a Steffe, Bishop, Frank E. Jerome y otros como compositores de la melodía.: 135   Dado el empleo de la melodía en los circuitos de reuniones de campamento a finales del siglo XVIII y principios del XIX, y las primeras fechas de publicación conocidas de 1806-1808,: 21–26  mucho antes de que nacieran la mayoría de estos reivindicadores de autoría, es evidente que ninguno de estos autores compuso la melodía en la que se basaron «Say, Brothers» y «John Brown».: 22 
Como escribió Annie J. Randall, «Múltiples autores, la mayoría anónimos, tomaron prestada la melodía de "Say, Brothers", le dieron nuevos textos y la utilizaron para aclamar la guerra de Brown para abolir la secular práctica de la esclavitud en América».: 8  Esta continua reutilización y adaptación espontánea de palabras y melodías existentes es una característica importante de la tradición de la música folclórica oral en la que se insertaban «Say, Brothers» y la «John Brown Song», y nadie les habría negado el uso o la reutilización de estos materiales folclóricos. Algunos de los que afirmaban haber compuesto la melodía podrían haber participado en la creación y publicación de algunas de las variantes o textos alternativos perfectamente legítimos que utilizaban la melodía, pero sin duda todos querían una parte de la fama que conllevaba ser conocido como el autor de esta melodía tan conocida.

### Creación de otras versiones
Una vez que «John Brown's Body» se popularizó como canción de marcha, se crearon versiones más literarias de la letra de «John Brown» para la melodía de «John Brown».  Por ejemplo,William Weston Patton escribió su influyente versión en octubre de 1861, que se publicó en el Chicago Tribune, el 16 de diciembre de ese año. La «Song of the First Arkansas» fue escrita, o anotada, por el capitán Lindley Miller en 1864, aunque (típico de la confusión de autoría entre las variantes y versiones) también se atribuye a Sojourner Truth un texto similar con el título «The Valiant Soldiers».: 13  «The President's Proclamation» fue escrita por la poetisa Edna Dean Proctor en 1863 con motivo de la Proclamación de la Emancipación. Otras versiones son la «Marching Song of the 4th Battalion of Rifles, 13th Reg., Massachusetts Volunteers» y la «Kriegslied der Division Blenker», escrita para la División Blenker, un grupo de soldados alemanes que habían participado en las revoluciones europeas de 1848/49 y lucharon por la Unión en la guerra de Secesión estadounidense.

## Otros textos relacionados
La melodía también se utilizó posteriormente para «The Battle Hymn of the Republic» (escrita en noviembre de 1861, publicada en febrero de 1862; esta canción se inspiró directamente en «John Brown's Body»), «Marching Song of the First Arkansas», «The Battle Hymn of Cooperation», «Bummers, Come and Meet Us» (véase el facsímil), y muchos otros textos y parodias relacionados durante el periodo de la guerra civil estadounidense e inmediatamente después.
¡La canción de los paracaidistas estadounidenses de la Segunda Guerra Mundial «Blood on the Risers» está ambientada con esta melodía, e incluye el estribillo «Glory, glory (o Gory, gory), what a hell of a way to die/And he ain't gonna jump no more!» (Gloria, gloria —o Sangriento, sangriento—, ¡qué manera de morir!) Desde entonces también se ha adaptado al paracaidismo civil.
La melodía se utilizó para la que quizá sea la canción sindical más conocida de Estados Unidos, «Solidarity Forever». La canción se convirtió en un himno de los Trabajadores Industriales del Mundo y de todos los sindicatos que buscaban algo más que concesiones en el lugar de trabajo, sino un mundo dirigido por los que trabajan.
Se sabe que los marineros adaptaron «John Brown's Body» a una canción de marineros, concretamente a una «Capstan Shanty», que se utilizaba al izar el ancla.
La melodía de «John Brown» ha resultado popular para textos de creación popular, con muchas versiones irreverentes creadas a lo largo de los años. «The Burning of the School» (La quema de la escuela) es una conocida parodia que cantan los escolares, y otra versión que empieza «John Brown's baby has a cold upon his chest» (El bebé de John Brown tiene un resfriado en el pecho) la cantan a menudo los niños en los campamentos de verano. La misma melodía se utiliza también para una canción infantil que empieza «Peter Rabbit had a fly upon his nose» (Peter Rabbit tenía una mosca en la nariz), inspirada en el personaje animal de ficción de Beatrix Potter.
Una versión afroamericana se grabó como «We'll hang Jeff Davis from a sour apple tree» (Colgaremos a Jeff Davis de un manzano agrio). Del mismo modo, una canción de lucha de la Universidad de Pensilvania, con la misma melodía, comienza así: «Hang Jeff Davis from a sour apple tree».
Como cántico habitual en el fútbol, suele llamarse «Glory Glory». La famosa canción infantil alemana de Frank und seine Freunde «Alle Kinder lernen lesen» (Todos los niños aprenden a leer) también se basa en esta melodía.
Una versión de la canción también era cantada por los paracaidistas franceses: «oui nous irons tous nous faire casser la gueule en coeur / mais nous reviendrons vainqueurs» que significa «sí, nos romperán el cráneo a coro / pero volveremos victoriosos».
En Sri Lanka se adaptó en una canción bilingüe (inglés y cingalés) que se cantaba en los partidos de críquet, sobre todo en el Royal-Thomian, con la letra «We'll hang all the Thomians on the cadju-puhulang tree» (Colgaremos a todos los Thomians en el árbol cayú-puhulang). Otra adaptación cantada en el partido anual entre las facultades de Derecho y Medicina de Colombo decía «Liquor arsenalis and the cannabis indica» (El arsenal de licores y el cannabis indica). Esta fue adaptada en una canción trilingüe por Sooty Banda.
Len Chandler cantó una canción llamada «Move on over» en el programa de televisión Rainbow Quest de Pete Seeger.[cita requerida]

## Letras

### "Say, Brothers"
| (1st verse) Say, brothers, will you meet us (3×) On Canaan's happy shore. (Refrain) Glory, glory, hallelujah (3×) For ever, evermore! (2nd verse) By the grace of God we'll meet you (3×) Where parting is no more. (3rd verse) Jesus lives and reigns forever (3×) On Canaan's happy shore. | (1.er verso) Decid, hermanos, ¿nos encontraréis (3×) En la orilla feliz de Canaán. (Estribillo) Gloria, gloria, aleluya (3×) ¡Por los siglos de los siglos! (2ª estrofa) Por la gracia de Dios nos encontraremos contigo (3×) Donde ya no hay separación. (3ª estrofa) Jesús vive y reina para siempre (3×) En la orilla feliz de Canaán. |

### «John Brown's Body» (varias versiones muy similares a esta publicada en 1861)
| John Brown's body lies a-mouldering in the grave; (3×) His soul is marching on! (Chorus) Glory, glory, hallelujah! Glory, glory, hallelujah! Glory, glory, hallelujah! his soul is marching on! He's gone to be a soldier in the army of the Lord! (3×) His soul is marching on! (Chorus) John Brown's knapsack is strapped upon his back! (3×) His soul is marching on! (Chorus) His pet lambs will meet him on the way; (3×) They go marching on! (Chorus) They will hang Jeff Davis to a sour apple tree! (3×) As they march along! (Chorus) Now, three rousing cheers for the Union; (3×) As we are marching on! | El cuerpo de John Brown yace consumiéndose en la tumba; (3×) ¡Su alma sigue marchando! (Estribillo) ¡Gloria, gloria, aleluya! ¡Gloria, gloria, aleluya! ¡Gloria, gloria, aleluya! ¡Su alma sigue marchando! ¡Se ha ido para ser un soldado en el ejército del Señor! (3×) ¡Su alma sigue marchando! (Estribillo) ¡La mochila de John Brown está atada a su espalda! (3×) ¡Su alma sigue marchando! (Estribillo) Sus corderos se encontrarán con él en el camino; (3×) ¡Siguen marchando! (Estribillo) ¡Colgarán a Jeff Davis de un manzano agrio! (3×) ¡Mientras marchan! (Estribillo) Ahora, tres vivas a la Unión; (3×) ¡Marchando! |

#### Versión de William Weston Patton
William Weston Patton, influyente abolicionista y pastor, compuso su «The New John Brown Song» en el otoño de 1861 y la publicó en el Chicago Tribune, el 16 de diciembre de 1861.
| Old John Brown's body lies a moldering in the grave, While weep the sons of bondage whom he ventured all to save; But though he sleeps his life was lost while struggling for the slave, His soul is marching on. Glory Hallelujah! John Brown was a hero, undaunted, true and brave, And Kansas knew his valor when he fought her rights to save; And now, though the grass grows green above his grave, His soul is marching on. (Chorus) He captured Harper's Ferry, with his nineteen men so few, And frightened "Old Virginny" till she trembled through and through They hung him for a traitor, themselves a traitor crew, But his soul is marching on. (Chorus) John Brown was John the Baptist of the Christ we are to see— Christ who of the bondmen shall the Liberator be, And soon throughout the Sunny South the slaves shall all be free, For his soul is marching on. (Chorus) The conflict that he heralded he looks from heaven to view, On the army of the Union with its flag red, white and blue. And heaven shall ring with anthems o'er the deed they mean to do, For his soul is marching on. (Chorus) Ye soldiers of Freedom, then strike, while strike ye may, The death blow of oppression in a better time and way, For the dawn of old John Brown has brightened into day, And his soul is marching on. (Chorus) | El cuerpo del viejo John Brown yace consumiéndose en la tumba, Mientras lloran los hijos de la esclavitud a quienes se aventuró a salvar; Pero aunque duerme su vida se perdió mientras luchaba por el esclavo, Su alma sigue marchando. ¡Gloria Aleluya! John Brown fue un héroe, impertérrito, verdadero y valiente, Y Kansas conoció su valor cuando luchó por salvar sus derechos; Y ahora, aunque la hierba crece verde sobre su tumba, Su alma sigue marchando. (Coro) Él capturó Harper's Ferry, con sus diecinueve hombres tan solo, Y asustó a la «Vieja Virginia» hasta que tembló de arriba a abajo Lo colgaron por traidor, ellos mismos una panda de traidores, Pero su alma sigue marchando. (Coro) John Brown fue Juan el Bautista del Cristo que hemos de ver— Cristo que de los siervos será el Libertador, Y pronto en todo el Sur Soleado los esclavos serán todos libres, Porque su alma sigue marchando. (Coro) La conflicto que él anunció mira desde el cielo a la vista, En el Ejército de la Unión con su bandera roja, blanca y azul. Y el cielo sonará con himnos por la hazaña que pretenden hacer, Porque su alma está marchando. (Coro) Soldados de la Libertad, entonces golpead, mientras podáis, El golpe mortal de la opresión en un tiempo y forma mejores, Porque el amanecer del viejo John Brown se ha convertido en día, Y su alma sigue marchando. (Coro) |

#### Versión de Pete Seeger
Pete Seeger, músico folk estadounidense, grabó en 1959 una versión de «John Brown's Body» que circula ampliamente en la actualidad. La letra difiere significativamente de versiones anteriores, e incluye una estrofa de The Battle Hymn Of The Republic, una adaptación de 1862 de «John Brown's Body» escrita por el abolicionista Julia Ward Howe.
| John Brown's body lies a-moldering in the grave (x3) But his soul goes marching on. Glory, glory hallelujah! (x3) But his soul goes marching on. The stars above in heaven are a-looking kindly down (x3) On the grave of old John Brown. Glory, glory hallelujah! (x3) His soul goes marching on. He captured Harper's Ferry with his nineteen men so true He frightened old Virginia till she trembled through and through They hanged him for a traitor, they themselves the traitor crew His soul goes marching on! Glory, glory hallelujah! (x3) His soul goes marching on. Well he's gone to be a soldier in the army of the Lord, He's gone to be a soldier in the army of the Lord (x2) But his soul goes marching on! Glory, glory hallelujah! (x3) His soul goes marching on. Mine eyes hath seen the glory of the coming of the Lord He is trampling out the vintage where the grapes of wrath is stored He'th loosed the fateful lightning of his terrible swift sword His truth is marching on! Glory, glory hallelujah! (x3) His soul goes marching on. | El cuerpo de John Brown yace consumiéndose en la tumba (x3) Pero su alma sigue marchando. ¡Gloria, gloria, aleluya! (x3) Pero su alma sigue marchando. Las estrellas del cielo miran amablemente hacia abajo (x3) Sobre la tumba del viejo John Brown. ¡Gloria, gloria, aleluya! (x3) Su alma sigue marchando. Capturó Harper's Ferry con sus diecinueve hombres tan fieles Asustó a la vieja Virginia hasta que tembló por completo Lo colgaron por traidor, ellos mismos una panda de traidores ¡Su alma sigue marchando! ¡Gloria, gloria, aleluya! (x3) Su alma sigue marchando. Se ha ido para ser un soldado en el ejército del Señor, Se ha ido para ser un soldado en el ejército del Señor (x2) ¡Pero su alma sigue marchando! ¡Gloria, gloria aleluya! (x3) Su alma sigue marchando. Mis ojos han visto la gloria de la venida del Señor Él está pisoteando la cosecha donde se almacenan las uvas de la ira Él ha soltado el fatídico relámpago de su terrible espada rápida ¡Su verdad está marchando! ¡Gloria, gloria, aleluya! (x3) Su alma sigue marchando. |